# Shelly-Ann Fraser-Pryce
Pour les articles homonymes, voir Fraser.
Shelly-Ann Fraser-Pryce, née le 27 décembre 1986 à Kingston, est une athlète jamaïcaine, spécialiste des épreuves de sprint qui totalise huit médailles olympiques et dix titres mondiaux. Elle est considérée comme une des plus grandes sprinteuses de tous les temps.
Elle est la seule athlète de l'histoire à avoir remporté deux titres olympiques (2008 et 2012) et cinq titres mondiaux (2009, 2013, 2015, 2019 et 2022) sur 100 mètres.
Première athlète jamaïcaine à gagner le titre olympique du 100 m, en 2008 lors des Jeux de Pékin, elle s'adjuge dès l'année suivante les médailles d'or du 100 m et du relais 4 × 100 mètres à l'occasion des championnats du monde de Berlin. En 2012, aux Jeux olympiques de Londres, elle devient la troisième sprinteuse à conserver son titre olympique du 100 m en s'imposant dans le temps de 10 s 75. En 2013, aux championnats du monde de Moscou, elle remporte trois médailles d'or, égalant le total de son compatriote Usain Bolt, en gagnant son deuxième titre mondial sur 100 m, puis en s'imposant sur 200 m et dans le relais 4 × 100 m avec l'équipe de Jamaïque. Lors des Mondiaux de Pékin en 2015, elle ne court pas sur 200 m, mais remporte ses troisièmes titres sur 100 m et au relais 4 x 100 m. Lors des Jeux olympiques de Rio 2016, elle prend le bronze sur 100 m et l'argent sur 4 x 100 m.
Elle remporte les médailles d'or du 100 m et du 4 x 100 m lors des Mondiaux de Doha 2019 pour porter son total à neuf médailles d'or aux championnats du monde.
Aux Jeux olympiques de Tokyo en 2021, elle décroche la médaille d'argent sur 100 m, son quatrième podium d'affilée sur la distance, avant de remporter pour la première fois le relais 4 x 100 m avec la Jamaïque.
Sa petite taille, alliée à sa rapidité, lui ont valu le surnom de Pocket Rocket (fusée de poche), puis dans les années 2020 et en raison de sa maternité, de Mommy Rocket. Le 17 juillet 2022 à Eugene lors des championnats du monde d'athlétisme 2022, en s'imposant à l'âge de 35 ans sur 100 m, elle devient la première athlète à remporter cinq titres mondiaux sur une distance du sprint.
Elle finit 3e et médaillée de bronze sur 100 m aux Championnats du monde de Budapest en 2023.

## Biographie

### Débuts

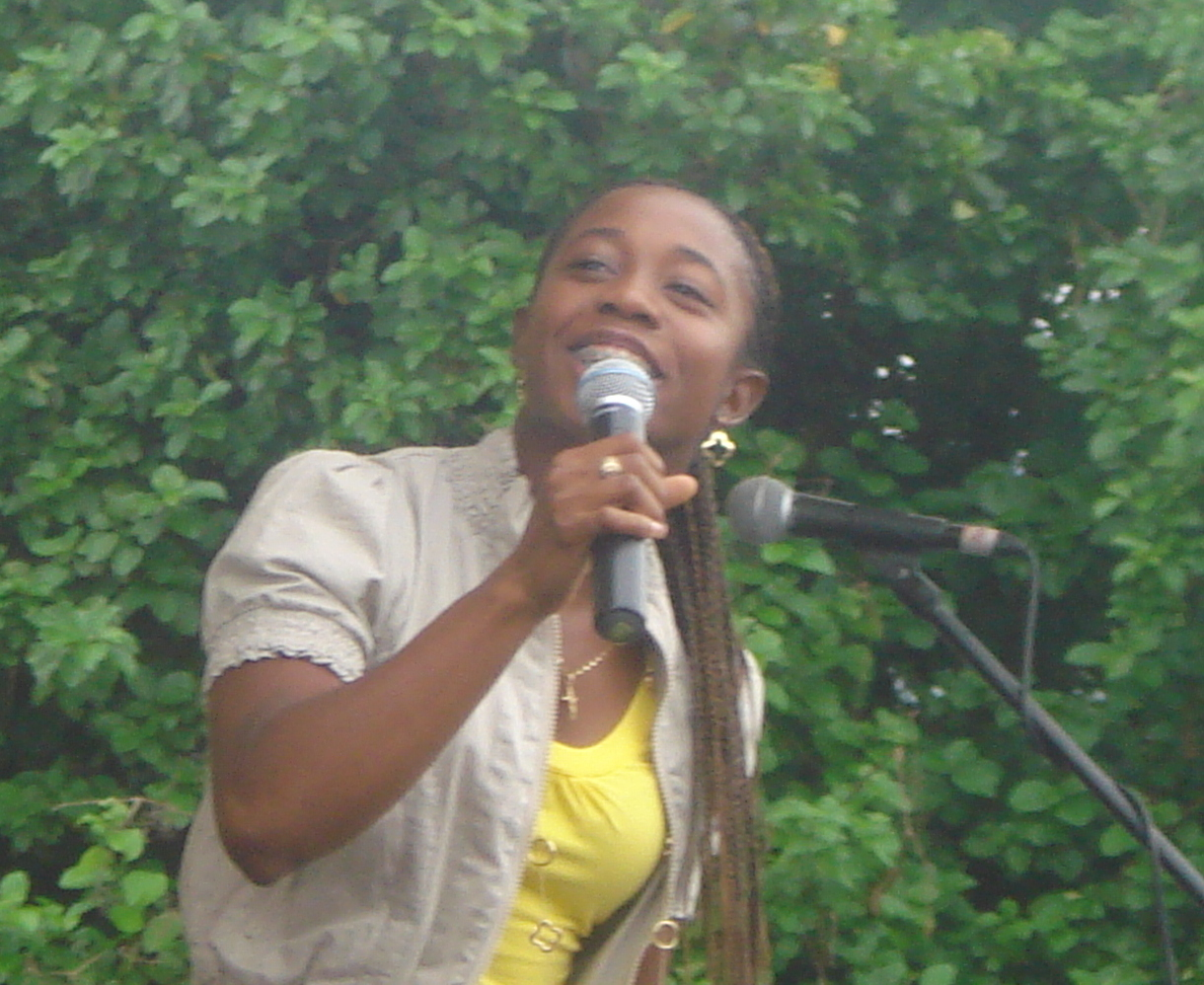
Shelly-Ann Fraser en 2008.

Née à Kingston, Shelly-Ann Fraser commence sa carrière d'athlète au sein du MVP Track & Field Club où elle côtoie Asafa Powell, ancien détenteur du record du monde du 100 mètres. En 2002, elle participe aux Championnats d'Amérique centrale et des Caraïbes juniors de Bridgetown et remporte aux côtés de ses coéquipières de Jamaïque le titre du relais 4 × 100 mètres.
Elle dispute sa première compétition internationale majeure en catégorie sénior en 2007 à l'occasion des Championnats du monde d'Osaka. Elle participe aux séries du relais 4 × 100 m et permet à l'équipe jamaïcaine d'accéder à la finale. Non retenue lors de l'ultime course, elle reçoit néanmoins la médaille d'argent au titre de sa participation au premier tour.

### Titre olympique (2008)
Le 17 août 2008, lors des Jeux olympiques de Pékin, Shelly-Ann Fraser devient la première athlète jamaïcaine championne olympique du 100 mètres. Vainqueur des trois courses précédentes, elle s'impose en finale avec le temps de 10 s 78, signant la meilleure performance de sa carrière. Elle devance finalement deux autres jamaïcaines, Sherone Simpson et Kerron Stewart terminant deuxièmes ex æquo en 10 s 98. Alignée également dans l'épreuve du relais 4 × 100 mètres, Fraser et ses coéquipières se qualifient pour la finale après avoir réalisé avec 42 s 24 le meilleur temps des seize équipes engagées en séries. Le lendemain, l'équipe de Jamaïque perd tout espoir de podium après avoir laissé tomber le témoin lors d'un passage de relais. Auteur de la meilleure performance de l'année 2008 sur 100 m, à égalité avec l'Américaine Torri Edwards, elle remporte en fin de saison la finale mondiale de Stuttgart en 10 s 94, dominant notamment une nouvelle fois Kerron Stewart.

### Championne du monde (2009)

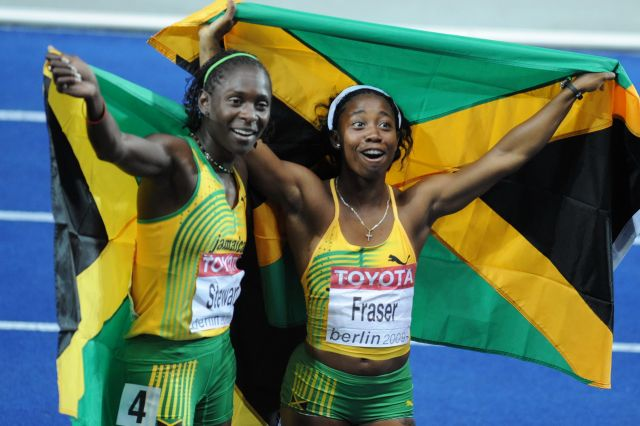
Shelly-Ann Fraser remporte le titre du 100 m des Championnats du monde de Berlin, en 2009.

Opérée de l'appendicite en avril 2009, Shelly-Ann Fraser fait son retour sur les pistes d'athlétisme en juin en signant le temps de 10 s 88 (-1,5 m/s) lors des championnats nationaux de Jamaïque. Absente lors des deux premières étapes de la Golden League 2009, elle termine deuxième du meeting Golden Gala de Rome, le 10 juillet 2009, en 10 s 91. Le 17 août 2009, l'athlète jamaïcaine remporte la finale du 100 m des Championnats du monde de Berlin avec le temps de 10 s 73 (vent +0,1 m/s), devançant sa compatriote Kerron Stewart, pourtant victorieuse des quatre meetings de Golden League en 2009. Auteur d'un nouveau record de Jamaïque, Fraser devient également la troisième athlète la plus rapide de tous les temps sur 100 m (à égalité avec Christine Arron) derrière les Américaines Florence Griffith-Joyner (10 s 49) et Marion Jones (10 s 65). Le 22 août, elle s'impose en finale du relais 4 × 100 m aux côtés de ses compatriotes Simone Facey, Aleen Bailey et Kerron Stewart, devançant les Bahamas et l'Allemagne. Lors de la finale mondiale de l'IAAF disputée en fin de saison à Thessalonique, elle se classe deuxième du 100 m en 10 s 89 mais est largement devancée par Carmelita Jeter qui établit le meilleur temps de l'année (10 s 67).
La saison 2010, ne comprenant aucun rendez-vous majeur, Shelly-Ann s'essaie le 28 juin 2010 au 200 m durant les championnats de Jamaïque, qu'elle remporte en 22 s 43. Elle est également engagée sur 100 m en Ligue de diamant, terminant 2e du meeting de Shanghai le 23 mai en 11 s 29, derrière Carmelita Jeter et est disqualifiée lors du second meeting à Rome pour faux-départ.

### Suspension pour dopage et retour (2010-2011)

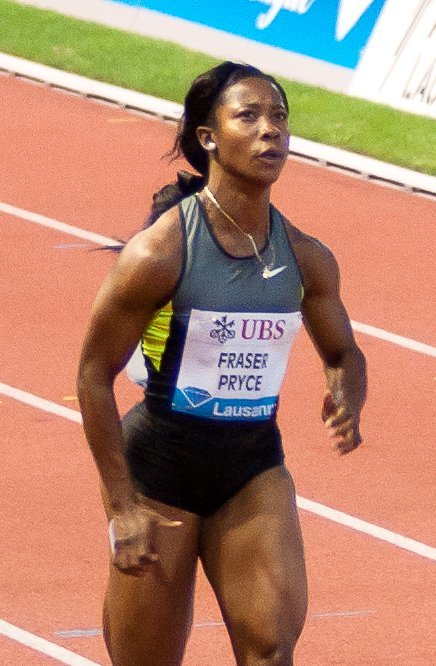
Shelly-Ann Fraser-Pryce en 2012 lors du meeting Athletissima.

C'est lors du meeting de Shanghai, le 23 mai 2010, que Shelly-Ann Fraser est contrôlée positive à l'oxycodone, un analgésique très puissant de la famille des opioïdes utilisé pour calmer la douleur. Elle aurait utilisé ce produit en raison d'une rage de dents persistante, car les médicaments prescrits par les médecins qu'elle a consultés n'auraient pas eu l'effet escompté. Le fait pour Fraser d'avoir « oublié » de mentionner la prise de cette substance lors du contrôle antidopage consécutif à sa course ne joue pas en sa faveur. Fraser est suspendue six mois par la Fédération internationale d'athlétisme.
Shelly-Ann Fraser fait son retour sur les pistes le 7 mai 2011 à l'occasion du meeting Jamaica International Invitational de Kingston. Elle remporte l'épreuve du 200 mètres en 22 s 37, devant Veronica Campbell-Brown, avec un vent supérieur à la limite autorisée (+2,4 m/s). Elle participe aux Championnats du monde de Daegu et se classe quatrième de la finale du 100 m en 10 s 99, derrière Carmelita Jeter, Veronica Campbell-Brown et Kelly-Ann Baptiste. Dans l'épreuve du relais 4 × 100 m, elle établit en 41 s 70 un nouveau record de Jamaïque en compagnie de Kerron Stewart, Sherone Simpson et Veronica Campbell-Brown, pour s'adjuger la médaille d'argent, derrière l'équipe des États-Unis.

### Second titre olympique (2012)
La Jamaïcaine réalise la meilleure performance mondiale de la saison sur 100 m en s'imposant en 10 s 70 (+0,6 m/s) en finale des sélections olympiques jamaïcaines, le 29 juin 2012 à Kingston. Elle améliore à cette occasion son record personnel sur la distance, et devient la quatrième athlète féminine la plus rapide de tous les temps après Florence Griffith-Joyner, Carmelita Jeter et Marion Jones.
Au début d'août 2012, aux Jeux olympiques de Londres, Shelly-Ann Fraser-Pryce remporte le titre olympique du 100 m en 10 s 75 (+1,5 m/s) devançant sur le podium Carmelita Jeter (10 s 78) et Veronica Campbell-Brown (10 s 81). Elle devient la troisième athlète féminine à conserver son titre olympique sur la distance reine après les Américaines Wyomia Tyus (1964 et 1968) et Gail Devers (1992 et 1996). Alignée sur 200 m, la Jamaïcaine signe son meilleur temps en finale en 22 s 09, mais est finalement devancée par Allyson Felix, championne olympique en 21 s 88. Elle remporte une nouvelle médaille d'argent, sa troisième au total dans ces Jeux, dans l'épreuve du relais 4 × 100 m, associée à Sherone Simpson, Veronica Campbell-Brown et Kerron Stewart. L'équipe de Jamaïque, qui établit un nouveau record national en 41 s 41, s'incline face au relais américain, auteur de la meilleure performance mondiale de tous les temps en 40 s 82.
Elle remporte l'épreuve du 100 m de la Ligue de diamant 2012, grâce notamment à son succès obtenu lors de la finale, au Weltklasse Zurich, en 10 s 83, devant Carmelita Jeter et Allyson Felix.

### Domination mondiale (2013)

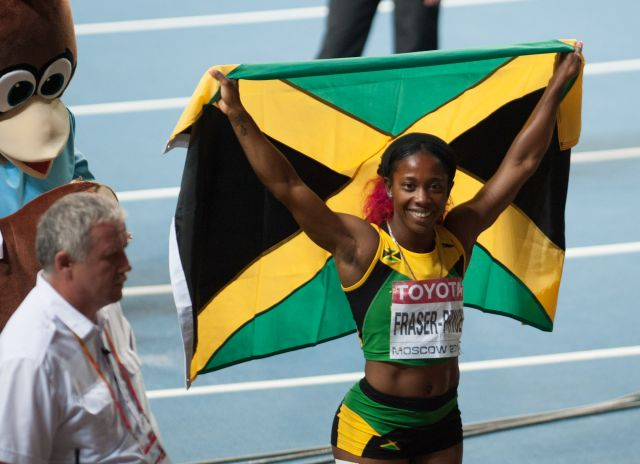
SAFP lors de son sacre aux mondiaux de 2013.

#### Double-lauréate en Ligue de diamant (100 m, 200 m)
Sur le circuit de Ligue de diamant, la Jamaïcaine remporte les trophées du 100 m et du 200 m, récoltant respectivement 20 et 15 points. Sur la distance reine, elle s'impose à Shanghai en 10 s 93 (meilleure performance mondiale de l'année) puis à Eugene en 10 s 71 dans un vent trop fort (+ 2,2 m/s) et à Paris (10 s 92). Elle remporte la dernière étape en réalisant 10 s 72 au Mémorial Van Damme de Bruxelles, nouveau record du meeting.
Sur le demi-tour de piste, elle gagne à Doha en 22 s 48 puis termine 3e à Monaco dans une course serrée remportée par Murielle Ahouré (22 s 24, NR) devant Tiffany Townsend (22 s 26, PB). Enfin, sa victoire au Weltklasse Zurich en 22 s 40 lui permet donc de remporter le trophée.

#### Triplé historique (100 m, 200 m, 4 x 100 m) à Moscou
Avec donc ses multiples victoires sur 100 m et 200 m depuis le début de saison, Shelly-Ann-Fraser-Pryce arrive aux Championnats du monde de Moscou en tant que grande favorite, où elle affiche d'ailleurs ses ambitions de réussir le triplé (100 m, 200 m et 4 x 100 m). Sa quête de titre commence le 12 août 2013 où elle décroche pour la seconde fois de sa carrière après 2009 le titre mondial du 100 m en franchissant la ligne en 10 s 71 (WL) devant l'Ivoirienne Murielle Ahouré (10 s 93) et l'Américaine Carmelita Jeter (10 s 94). Elle s'impose avec une large avance, déterminée dès les premiers mètres, et à seulement 1 centième de son record personnel.
Sur 200 m, elle remporte pour la première fois le titre sur cette distance, en 22 s 17 et devance à nouveau Murielle Ahouré (22 s 32),. Ses ambitions de triplé sont réalisées lorsqu'elle remporte la finale du relais 4 × 100 m en 41 s 29, record national et des championnats devant la France (42 s 73, ensuite disqualifiée) et les États-Unis (42 s 75),.

### Premier titre mondial en salle (2014)

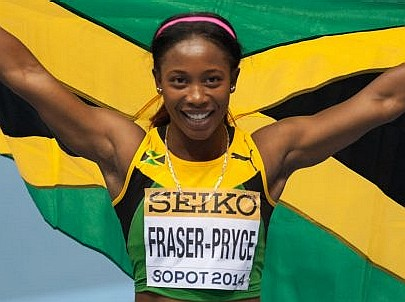
Shelly-Ann Fraser-Pryce célébrant son premier titre mondial du 60 m lors des championnats du monde en salle de Sopot.

Elle ouvre sa saison hivernale 2014 par un 60 m en plein air à Kingston où elle réussit le temps de 7 s 11. Pour ses premiers débuts dans une salle, elle est battue par Murielle Ahouré (7 s 01) contre 7 s 08.
En mars, elle participe donc pour la première fois à une édition des Championnats du monde en salle : en séries, elle réalise 7 s 12 puis 7 s 08 en demi-finale après un départ médiocre. En finale, la Jamaïcaine remporte le titre en 6 s 98 (WL,PB) devant Murielle Ahouré (7s 01) et la championne du monde 2005 du saut en longueur, Tianna Bartoletta (7 s 06). Elle explique toutefois être venue aux championnats sans « préparation pour le 60 m ». Elle devient par la même occasion la première femme dans l'histoire à remporter les titres mondiaux du 60 m, 100 m, 200 m et 4 x 100 m.
Sa saison estivale se voit par contre être plus compliquée : elle est en effet blessée à une jambe, qui, malgré des soins, freinera ses performances de l'année. Début mai, elle s'impose début mai à la Doha Diamond League (11 s 04) et remporte deux semaines plus tard avec l'équipe nationale la médaille de bronze de la première édition des Relais mondiaux de l'IAAF sur le 4 x 200 m en 1 min 30 s 04.
Le 4 juin, elle remporte le meeting de Bellinzone en 11 s 21, expliquant par la même occasion sa récente 8e place au Prefontaine Classic sur 200 m, à cause d'un problème à la jambe gauche. Elle n'établira son meilleur temps de la saison qu'à 11 s 01 lors du meeting de Monaco. Néanmoins, pour sa première participation aux Jeux du Commonwealth, Fraser-Pryce s'impose dans le relais 4 x 100 m (41 s 83).

### Le Bolt au féminin (2015)

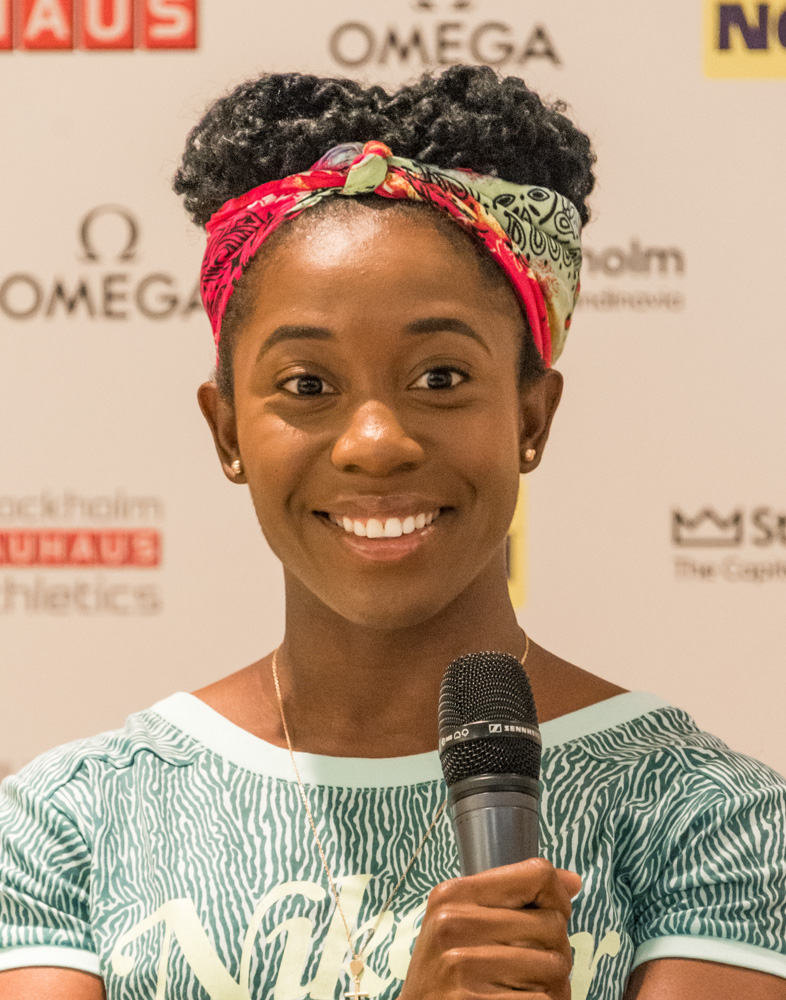
Shelly-Ann Fraser-Pryce lors du Meeting de Stockholm en 2015.

En 2015, Shelly-Ann Fraser-Pryce confirme sa domination sur le sprint mondial qu'elle s'approprie depuis plusieurs années déjà. Le 30 mai, la Jamaïcaine remporte le Prefontaine Classic de Eugene en 10 s 81 (+ 1,7 m/s), meilleure performance mondiale de l'année, puis s'impose lors des Championnats de Jamaïque en 10 s 79 (WL). Elle remporte également sa course lors du Meeting Areva de Paris en 10 s 74 (WL) et se distingue donc comme la favorite pour le titre mondial. Le 30 juillet, elle s'impose au DN Galan de Stockholm en 10 s 93.
Lors des championnats du monde de Pékin, elle remporte facilement sa série (10 s 88) puis sa demi-finale (10 s 82). En finale, Fraser-Pryce ne laisse aucune chance à ses adversaires et remporte pour la troisième fois le titre mondial du 100 m en 10 s 76. Elle devance la Néerlandaise Dafne Schippers (10 s 81, NR) et l'Américaine Tori Bowie (10 s 86). Plus tard, avec l'équipe nationale, elle s'impose lors du relais 4 x 100 m en 41 s 09, meilleure performance mondiale de l'année, record national et des championnats et deuxième meilleure performance mondiale de tous les temps derrière les 40 s 82 des Américaines lors des Jeux olympiques de Londres en 2012.
Elle clôt sa saison le 6 septembre où elle s'impose au meeting de Padoue (Italie) en 10 s 98 (- 0,8 m/s), effaçant le record du meeting de Merlene Ottey (10 s 99).

### 3emédaille olympique consécutive sur 100 m (2016)
Gênée par une entorse au doigt de pied, Shelly-Ann Fraser-Pryce est battue en finale des Championnats de Jamaïque (10 s 93) par Elaine Thompson (10 s 70, qui égale le record national de SAFP) mais sécurise donc sa présence aux Jeux olympiques de Rio.
Lors de ces Jeux, SAFP arrive donc avec cette performance de 10 s 93, ce qui la classe 8e des bilans mondiaux : en séries, elle établit le meilleur temps avec 10 s 96. En demi-finale, elle court le meilleur temps en 10 s 88 et se qualifie pour la finale afin de glaner un 3e titre consécutif, ce qui n'est jamais arrivé dans l'histoire du sprint féminin. Mais lors de cette finale olympique, la Jamaïcaine décroche la médaille de bronze en 10 s 86, remportée au millième face à l'Ivoirienne Marie-Josée Ta Lou, 4e dans le même temps. Shelly-Ann-Fraser-Pryce est devancée par sa compatriote Elaine Thompson (10 s 71) et l'Américaine Tori Bowie (10 s 83).
Le 8 mars 2017, elle annonce être enceinte de son premier enfant et qu'elle ne fera pas de saison 2017.

### Retour de maternité et déjà en moins de 11 secondes (2018)
Shelly-Ann Fraser-Pryce fait son retour de maternité le 5 mai 2018 où elle court en 11 s 52. Elle améliore ce temps à chacune de ses compétitions, signant 11 s 33 aux Îles Caïmans le 2 juin, puis 11 s 10 la semaine suivante à l'occasion du meeting de Kingston où elle remporte la course devant l'Américaine Jenna Prandini (11 s 14). Le 22 juin, en séries des championnats nationaux, Fraser-Pryce court en 11 s 15, pour se qualifier en finale. Lors de cette finale, plus tard dans la soirée, la double championne olympique prend un excellent départ pour mener les 90 premiers mètres de la course, avant d'être reprise par Elaine Thompson dans les derniers mètres. Cette dernière s'impose en 11 s 01, devant Fraser-Pryce qui réalise son meilleur temps de la saison en 11 s 09.
Après les championnats nationaux, elle se rend en Suisse où elle participe au Spitzen Leichtathletik Luzern et se classe 5e en 11 s 22 (+ 0,2 m/s), avant de terminer 2e à Bellinzone en 11 s 15 (0,0 m/s). Le 21 juillet, lors du meeting de Londres, elle court en séries 11 s 13, puis remporte la finale et redescend pour la première fois depuis 2016 sous les 11 secondes, en 10 s 98 (+ 0,1 m/s),.
Le 11 août, pour son premier 100 m en championnat, SAFP termine à la 5e des championnats NACAC de Toronto en 11 s 18. Le lendemain, elle remporte la médaille d'argent au relais 4 x 100 m, en 43 s 33.
Le 14 octobre, une statue à son effigie est dressée au Stade national de Kingston, en raison de ses exploits sportifs.

### 4etitre mondial sur 100 m (2019)

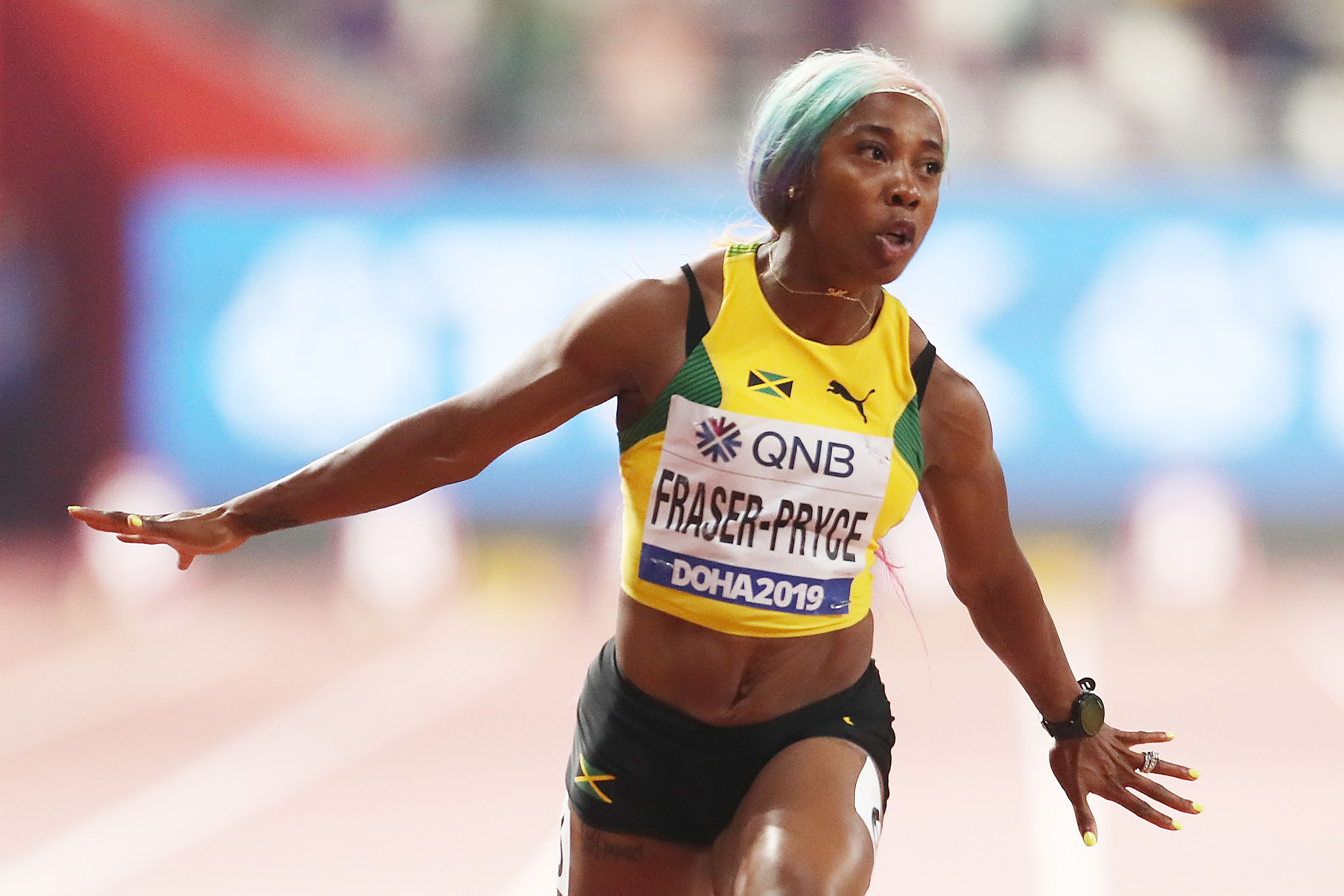
Shelly-Ann Fraser-Pryce lors des championnats du monde 2019.

Auteure d'une rentrée en 11 s 20 sur 100 m, SAFP est sélectionnée dans l'équipe de Jamaïque sur le 4 x 200 m pour les Relais mondiaux 2019 à Yokohama. Au Japon, elle décroche avec ses compatriotes la médaille de bronze en 1 min 33 s 21, derrière la France (1 min 32 s 16, record national) et la Chine (1 min 32 s 76, record d'Asie).
Le 25 mai, à Kingston, aidée par un vent favorable de + 1,3 m/s, Shelly-Ann Fraser-Pryce redescend pour la seconde fois depuis sa maternité sous les 11 secondes, en réalisant la seconde meilleure performance mondiale de l'année en 10 s 97.
Aux championnats nationaux, un mois plus tard, SAFP prend son départ explosif habituel en finale du 100 m et ne se fait coiffer que sur la ligne. Elaine Thompson s'impose devant elle en 10 s 73 (+ 0,6 m/s), meilleure performance mondiale de l'année, tandis qu'elle réalise également le temps de 10 s 73, son meilleur temps depuis 2015. Deux jours plus tard, la Jamaïcaine de 32 ans termine également 2e du 200 m, en 22 s 22, un des meilleurs temps de sa carrière, une nouvelle fois derrière Elaine Thompson (22 s 00). Elle est ainsi qualifiée sur les deux distances pour les championnats du monde 2019 à Doha.
Le 5 juillet, elle s'impose lors de l'Athletissima de Lausanne et signe son second meilleur temps de l'année en 10 s 74, devant Dina Asher-Smith (10 s 91) et Marie-Josée Ta Lou (10 s 93). Lors du London Grand Prix, deux semaines plus tard, elle reprend 15 mètres de retard sur les Britanniques lors du relais 4 x 100 m pour s'imposer en 42 s 29 contre 42 s 30 puis enregistre son 14e chrono sous les 10 s 80 en s'imposant sur la distance reine en 10 s 78, un record absolu.
Aux Jeux panaméricains de Lima, elle s'impose sur 200 m en 22 s 43 (- 0,1 m/s) et bat le record des Jeux détenu depuis 1979 par Evelyn Ashford en 22 s 45.
Aux championnats du monde 2019 à Doha, au Qatar, elle réalise le 100 m le plus rapide de l'histoire dans un premier tour de championnat international, en 10 s 80. Elle remporte ensuite sa demi-finale en 10 s 81, puis la finale en 10 s 71, à un centième seulement de son record personnel établi en 2012. Nouvelle championne du monde, elle s'adjuge à 32 ans son 4e titre planétaire sur la distance, après 2009, 2013 et 2015, faisant mieux que Usain Bolt et Maurice Greene, et confirme son statut de meilleure sprinteuse de l'histoire. Elle devance Dina Asher-Smith et Marie-Josée Ta Lou pour le podium.

### Saison 2020
Alors que les Jeux Olympiques de Tokyo ont été repoussés à 2021 en raison de la pandémie de Covid-19, Shelly-Ann Fraser-Pryce entame véritablement sa saison 2020 à Kingston le 12 juillet, et signe d'entrée la meilleure performance mondiale de la saison sur 100 m avec le temps de 11 s 00, et ce avec un fort vent défavorable (- 2,2 m/s). Un mois plus tard, lors du Velocity Fest Meeting de Kingston, en Jamaïque, elle réalise 10 s 87 et reprend possession de la meilleure marque mondiale, après en avoir été dépossédée par la Bahamienne Shaunae Miller-Uibo qui avait couru en 10 s 98 le 24 juillet. Elle améliore cette marque d'un centième le 23 août en courant en 10 s 86, confirmant sa bonne forme du moment.

### 4emédaille olympique sur 100 m (2021)
Le 5 juin 2021, Fraser-Pryce gagne le 100 m du meeting de Kingston en 10 s 63 et devient la deuxième performeuse de tous les temps sur cette distance derrière l'Américaine Florence-Griffith-Joyner, détentrice du record du monde en 10 s 49 depuis 1988. La Jamaïcaine dépasse Carmelita Jeter, qui avait réalisé 10 s 64 en 2009. "Mommy Rocket" remporte ensuite les sélections olympiques jamaïcaines sur 100 m en signant le deuxième chrono mondial de l'année en 10 s 71, devant Shericka Jackson et Elaine Thompson. Lors des mêmes championnats, elle s'impose également sur 200 m en réalisant la meilleure performance de sa carrière en 21 s 79, retranchant 40 centièmes à son précédent record qui datait de 2012. C'est également la première fois qu'elle passe sous la barre des 22 secondes sur cette distance.
A Tokyo, Shelly-Ann Fraser-Pryce débute parfaitement ses Jeux Olympiques en remportant facilement sa série en 10 s 84, puis sa demi-finale en 10 s 73, relâchant dans les derniers mètres à chaque fois. En finale, elle est légèrement en tête à mi-course mais ne peut rien faire face à l'accélération aux 70 mètres de sa compatriote Elaine Thompson qui décroche l'or en 10 s 61, record olympique et deuxième meilleur chrono de l'histoire. Fraser-Pryce doit se contenter de l'argent en 10 s 74, sa quatrième médaille olympique consécutive sur 100 m, ce qui fait d'elle l'athlète la plus médaillée de l'histoire sur cette distance aux JO. Le 6 août, elle enlève sa troisième médaille d'or olympique en remportant pour la première fois le relais 4 x 100 m avec Briana Williams, Elaine Thompson-Herah et Shericka Jackson.
Pour conclure sa saison, la Jamaïcaine prend part au meeting de Lausanne le 26 août où elle est une nouvelle fois confrontée à Elaine Thompson, qui a signé cinq jours plus tôt la deuxième meilleure performance de l'histoire sur 100 m en 10 s 54. Cette fois, Fraser-Pryce prend le meilleur sur sa compatriote et bat son record personnel en 10 s 60, soit le troisième chrono de tous les temps.

### Un 5e titre mondial sur 100 m (2022)

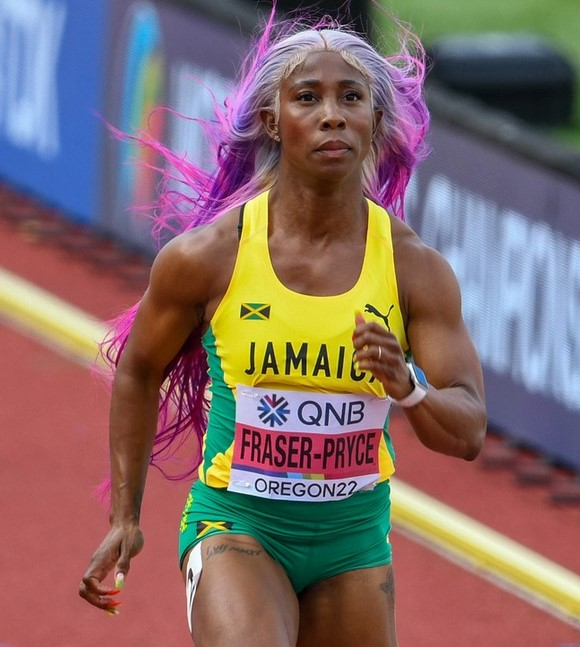
Lors des championnats du monde 2022 à Eugene.

Pour sa première course de la saison, le 100 m du meeting Kip Keino Classic à Nairobi en altitude, le 7 mai 2022, Shelly-Ann Fraser-Pryce signe le troisième meilleur temps de sa carrière sur cette distance en 10 s 67 malgré un léger vent de face (- 0,4 m/s),. Le 18 juin 2022 lors du meeting de Paris, sous une très forte chaleur, elle égale cette performance de 10 s 67. Quelques jours plus tard, lors des championnats de Jamaïque, elle réalise le temps de 10 s 70 dès les séries, mais abandonne la compétition en demi-finale.
Lors des championnats du monde 2022, le 17 juillet à Eugene, Fraser-Pryce est sacrée championne du monde du 100 m pour la cinquième fois de sa carrière, en s'imposant en finale devant ses compatriotes Shericka Jackson et Elaine Thompson-Herah et en établissant un nouveau record de la compétition en 10 s 67. Avec cinq titres mondiaux remportés dans une seule et même discipline, elle est l'athlète — hommes et femmes confondus — la plus couronnée à titre individuel dans une épreuve de sprint aux championnats du monde, se rapprochant du perchiste ukrainien Sergueï Bubka (6 titres), et égalant le lanceur de disque allemand Lars Riedel (5 titres) et le lanceur de marteau polonais Paweł Fajdek (5 titres). Quatre jours plus tard, elle décroche la médaille d'argent du 200 m en réalisant son meilleur temps de l'année en 21 s 81, devancée cependant largement par Shericka Jackson. Elle empoche enfin la médaille d'argent du relais 4 × 100 m, derrière les États-Unis, en compagnie de Kemba Nelson, Elaine Thompson-Herah et Shericka Jackson, obtenant sa 14e médaille en championnats du monde.
Le 6 août 2022 lors du Mémorial Kamila Skolimowska à Chorzów, elle établit la meilleure performance mondiale de l'année sur 100 m en 10 s 66. Deux jours plus tard à Székesfehérvár, elle réalise 10 s 67, puis le 10 août 2022 lors du Meeting Herculis de Monaco, elle établit son meilleur temps de l'année en 10 s 62.

### Double médaillée mondiale (2023)
Le début de saison de Shelly-Ann Fraser-Pryce est perturbé par une blessure à un genou. Lors des championnats du monde de Budapest, elle est médaillée de bronze sur 100 mètres (10 s 77) derrière l'Américaine Sha'Carri Richardson et sa compatriote Shericka Jackson. Médaillée d'argent lors du relais 4 × 100 mètres, elle subit une gêne à sa cuisse droite lors de la finale, une blessure qui la contraint ensuite à arrêter sa saison.

## Technique et style de course
Sous la direction de son entraîneur Stephen Francis, puis de Reynaldo Walcott, Fraser-Pryce a perfectionné sa technique pour devenir l'une des athlètes les plus décorées de tous les temps,. Elle a déclaré qu'aucune de ses techniques n'était venue naturellement et que lorsqu'elle a commencé la compétition, elle courait avec une inclinaison vers l'avant exagérée : "J'avais une très mauvaise posture de course, comme si je courais, littéralement, en tombant sur mon visage. Stephen a vu tout cela et, en tant que coach, il a analysé a mis un an pour passer en revue mes besoins fondamentaux." , En 2008, elle avait amélioré sa posture et affiné son départ, y compris sa première foulée, le placement de ses bras et les différentes phases du sprint. Au fil du temps, sa technique est devenue une seconde nature : « Vous ressentez toutes vos phases, comme un sixième sens. Je me concentre donc sur le bon déroulement de chaque phase, et si j'en suis capable, je sais que c'est de l'histoire ancienne.
Fraser-Pryce est connue pour ses départs explosifs, qui lui ont valu le surnom de "Pocket Rocket",. Son style consiste à "se mettre en tête" dans ses premières foulées, puis à "maintenir sa position jusqu'à l'arrivée". Jon Mulkeen de World Athletics a décrit sa technique de départ comme "dévastatrice et sa meilleure arme", tandis que l'écrivain sportif Steve Landells a déclaré, "sa capacité à déplacer ses jambes sur les cinq premiers mètres est enviée du monde". Dans une analyse biomécanique de sa performance dans le monde 2009 100 m finale (quand elle a couru en 10,73 s), les scientifiques du sport Rolf Graubner et Eberhard Nixdorf ont calculé que ses 30 m se divisent à 4,02 s, un niveau d'accélération compatible avec un homme courant en 10,40 s.  La sprinteuse américaine Carmelita Jeter, qui a remporté la médaille de bronze dans cette course, a déclaré : « Je ne vais pas mentir, j'ai été surprise par [Fraser-Pryce]. Elle avait plusieurs pas d'avance sur moi avant même que j'aie franchi les blocs."  Malgré ses départs rapides, Fraser-Pryce a déclaré : "Je pense que ma force est réellement quand je sors de ma phase d'action à 30 mètres. Mon deuxième 30 mètres est très bon, mes foulées sont très rapides."  Lors de sa finale mondiale du 100 m 2019 (quand elle a couru  en 10,71 s), Fraser-Pryce a couvert les 60 premiers mètres en 6,81 s, le plus rapide 60 m fractionné de tous les temps, et plus d'un dixième de seconde plus rapide que le 60m record du monde de 6,92s, détenu par la sprinteuse russe Irina Privalova .
Après avoir changé d'entraîneur en 2020, Fraser-Pryce a commencé à apporter des changements subtils à sa technique, ce qui a amélioré son record personnel au 100m, passant de 10.70s à 10.60s, et au 200 m de 22.09s à 21.79s. Avant de s'entraîner avec Walcott, elle a déclaré qu'elle était "plus concentrée sur le déroulé [des jambes]" et ses départs explosifs, et moins préoccupée par "avoir de grandes foulées et se maintenir vers la fin [de ses courses]". Cependant, le programme de Walcott s'est appuyé sur ses fondations de MVP, avec un accent supplémentaire sur l'amélioration de son endurance, l'augmentation de sa longueur de foulée et le maintien de sa forme à la fin de ses courses. Ces ajustements à sa mécanique l'ont aidée à devenir plus confiante dans sa course et plus patiente dans son exécution en course.

## Palmarès

### International
| Date | Compétition                    | Lieu             | Résultat | Épreuve   | Temps         |
| ---- | ------------------------------ | ---------------- | -------- | --------- | ------------- |
| 2002 | Jeux de la CARIFTA cadets      | Bridgetown       | 4e       | 200 m     | 25 s 24       |
| 2005 | Jeux de la CARIFTA juniors     | Bacolet          | 3e       | 100 m     | 11 s 73       |
| 2007 | Championnats du monde          | Osaka            | 2e       | 4 × 100 m | 42 s 01       |
| 2008 | Jeux olympiques                | Pékin            | 1re      | 100 m     | 10 s 78       |
| 2008 | Finale mondiale                | Stuttgart        | 1re      | 100 m     | 10 s 94       |
| 2009 | Championnats du monde          | Berlin           | 1re      | 100 m     | 10 s 73       |
| 2009 | Championnats du monde          | Berlin           | 1re      | 4 × 100 m | 42 s 06       |
| 2009 | Finale mondiale                | Thessalonique    | 2e       | 100 m     | 10 s 89       |
| 2010 | Ligue de diamant               | Ligue de diamant | 3e       | 100 m     | détails       |
| 2011 | Championnats du monde          | Daegu            | 4e       | 100 m     | 10 s 99       |
| 2011 | Championnats du monde          | Daegu            | 2e       | 4 × 100 m | 41 s 70       |
| 2012 | Jeux olympiques                | Londres          | 1re      | 100 m     | 10 s 75       |
| 2012 | Jeux olympiques                | Londres          | 2e       | 200 m     | 22 s 09       |
| 2012 | Jeux olympiques                | Londres          | 2e       | 4 × 100 m | 41 s 41       |
| 2012 | Ligue de diamant               | Ligue de diamant | 1re      | 100 m     | détails       |
| 2013 | Championnats du monde          | Moscou           | 1re      | 100 m     | 10 s 71       |
| 2013 | Championnats du monde          | Moscou           | 1re      | 200 m     | 22 s 17       |
| 2013 | Championnats du monde          | Moscou           | 1re      | 4 × 100 m | 41 s 29       |
| 2013 | Ligue de diamant               | Ligue de diamant | 1re      | 100 m     | détails       |
| 2013 | Ligue de diamant               | Ligue de diamant | 1re      | 200 m     | détails       |
| 2014 | Championnats du monde en salle | Sopot            | 1re      | 60 m      | 6 s 98        |
| 2014 | Relais mondiaux de l'IAAF      | Nassau           | 3e       | 4 × 200 m | 1 min 30 s 04 |
| 2014 | Jeux du Commonwealth           | Glasgow          | 1re      | 4 × 100 m | 41 s 83       |
| 2015 | Championnats du monde          | Pékin            | 1re      | 100 m     | 10 s 76       |
| 2015 | Championnats du monde          | Pékin            | 1re      | 4 × 100 m | 41 s 07       |
| 2015 | Ligue de diamant               | Ligue de diamant | 1re      | 100 m     | détails       |
| 2016 | Jeux olympiques                | Rio de Janeiro   | 3e       | 100 m     | 10 s 86       |
| 2016 | Jeux olympiques                | Rio de Janeiro   | 2e       | 4 × 100 m | 41 s 36       |
| 2018 | Coupe du monde                 | Londres          | 2e       | 4 x 100 m | 42 s 60       |
| 2018 | Championnats NACAC             | Toronto          | 5e       | 100 m     | 11 s 18       |
| 2018 | Championnats NACAC             | Toronto          | 2e       | 4 x 100 m | 43 s 33       |
| 2019 | Relais mondiaux de l'IAAF      | Yokohama         | 3e       | 4 x 200 m | 1 min 33 s 21 |
| 2019 | Jeux panaméricains             | Lima             | 1re      | 200 m     | 22 s 43       |
| 2019 | Ligue de diamant               | Ligue de diamant | 2e       | 100 m     | 10 s 95       |
| 2019 | Championnats du monde          | Doha             | 1re      | 100 m     | 10 s 71       |
| 2019 | Championnats du monde          | Doha             | 1re      | 4 x 100 m | 41 s 44       |
| 2021 | Jeux olympiques                | Tokyo            | 2e       | 100 m     | 10 s 74       |
| 2021 | Jeux olympiques                | Tokyo            | 1re      | 4 x 100 m | 41 s 02       |
| 2022 | Championnats du monde          | Eugene           | 1re      | 100 m     | 10 s 67       |
| 2022 | Championnats du monde          | Eugene           | 2e       | 200 m     | 21 s 81       |
| 2022 | Championnats du monde          | Eugene           | 2e       | 4 x 100 m | 41 s 18       |
| 2022 | Ligue de diamant               | Ligue de diamant | 1re      | 100 m     | 10 s 65       |
| 2023 | Championnats du monde          | Budapest         | 3e       | 100 m     | 10 s 77       |
| 2023 | Championnats du monde          | Budapest         | 2e       | 4 x 100 m | 41 s 21       |

### National
- Championnats de Jamaïque d'athlétisme :
  - 100 m : 1re en 2009, 2012, 2015 et 2021
  - 200 : 1re en 2012, 2013 et 2021

## Récompense
- Trophée IAAF de l'athlète de l'année en 2013

## Records

### Records personnels
| Épreuve              | Performance         | Lieu     | Date         |
| -------------------- | ------------------- | -------- | ------------ |
| 60 mètres (en salle) | 6 s 98              | Sopot    | 9 mars 2014  |
| 100 mètres           | 10 s 60 (+ 1,7 m/s) | Lausanne | 26 août 2021 |
| 200 mètres           | 21 s 79 (+ 0,8 m/s) | Kingston | 27 juin 2021 |

### Meilleures performances par année
| Année | Temps   | Date              | Lieu           | Rang Mondial |
| ----- | ------- | ----------------- | -------------- | ------------ |
| 2002  | 12 s 38 | 21 juin 2002      | Kingston       | -            |
| 2003  | 11 s 57 | 14 juin 2003      | Spanish Town   | -            |
| 2004  | 11 s 72 | 28 février 2004   | Kingston       | 384          |
| 2005  | 11 s 72 | 26 mars 2005      | Bacolet        | 381          |
| 2006  | 11 s 74 | 31 mars 2006      | Kingston       | 436          |
| 2007  | 11 s 31 | 23 juin 2007      | Kingston       | 71           |
| 2008  | 10 s 78 | 17 août 2008      | Pékin          | 1            |
| 2009  | 10 s 73 | 17 août 2009      | Berlin         | 2            |
| 2010  | -       | -                 | -              | -            |
| 2011  | 10 s 95 | 4 juin 2011       | Eugene         | 6            |
| 2012  | 10 s 70 | 29 juin 2012      | Kingston       | 1            |
| 2013  | 10 s 71 | 12 août 2013      | Moscou         | 1            |
| 2014  | 11 s 01 | 18 juillet 2014   | Monaco         | 8            |
| 2015  | 10 s 74 | 4 juillet 2015    | Paris          | 1            |
| 2016  | 10 s 86 | 13 août 2016      | Rio de Janeiro | 8            |
| 2017  | -       | -                 | -              | -            |
| 2018  | 10 s 98 | 21 juillet 2018   | Londres        | 10           |
| 2019  | 10 s 71 | 29 septembre 2019 | Doha           | 1            |
| 2020  | 10 s 86 | 22 août 2020      | Kingston       | 2            |
| 2021  | 10 s 60 | 26 août 2021      | Lausanne       | 2            |
| 2022  | 10 s 62 | 10 août 2022      | Monaco         | 1            |
| 2023  | 10 s 77 | 21 août 2023      | Budapest       |              |

| Année | Temps   | Date             | Lieu         | Rang Mondial |
| ----- | ------- | ---------------- | ------------ | ------------ |
| 2002  | 24 s 85 | 5 juillet 2002   | Bridgetown   | -            |
| 2003  | -       | -                | -            | -            |
| 2004  | 24 s 08 | 13 mars 2004     | Spanish Town | 512          |
| 2005  | -       | -                | -            | -            |
| 2006  | -       | -                | -            | -            |
| 2007  | 24 s 13 | 17 février 2007  | Kingston     | -            |
| 2008  | 22 s 15 | 29 juin 2008     | Kingston     | 6            |
| 2009  | 22 s 58 | 28 juin 2009     | Kingston     | 18           |
| 2010  | -       | -                | -            | -            |
| 2011  | 22 s 59 | 8 septembre 2011 | Zurich       | 14           |
| 2012  | 22 s 09 | 8 août 2012      | Londres      | 2            |
| 2013  | 22 s 13 | 23 juin 2013     | Kingston     | 1            |
| 2014  | 22 s 53 | 3 mai 2014       | Kingston     | 13           |
| 2015  | 22 s 37 | 9 mai 2015       | Kingston     | 17           |
| 2016  | 23 s 15 | 2 juillet 2016   | Kingston     | 136          |
| 2017  | -       | -                | -            | -            |
| 2018  | -       | -                | -            | -            |
| 2019  | 22 s 22 | 23 juin 2019     | Kingston     | 7            |
| 2020  | 22 s 57 | 9 août 2020      | Kingston     | 6            |
| 2021  | 21 s 79 | 27 juin 2021     | Kingston     | 4            |
| 2022  | 21 s 81 | 21 juillet 2022  | Eugene       | 3            |